# Rammstein Stadium Tour
A Rammstein Stadium Tour, às vezes oficialmente chamada de Stadium Tour, foi uma turnê de shows originalmente programada para acontecer de 2019 a 2020 e foi a primeira turnê de estádio da banda alemã de Neue Deutsche Härte Rammstein. A turnê passou pela Alemanha, Canadá, Itália, Estônia, Estados Unidos, Espanha, Suíça, Dinamarca, Lituânia, Holanda, França, Reino Unido, Bélgica, República Tcheca, Eslováquia, México, Luxemburgo, Hungria, Áustria, Rússia, Letônia, Finlândia, Portugal, Suécia, Noruega, Polônia e entre outros. Entre 27 de maio de 2019 e 27 de setembro de 2020, 70 shows deveriam acontecer como promoção do álbum sem título lançado em 2019. Mais tarde, 11 shows adicionais foram anunciados no Canadá, México e Estados Unidos. A turnê foi posteriormente cancelada devido à pandemia de COVID-19, e depois remarcada provisoriamente para 2021, e remarcada novamente para 2022 em março de 2021.
A quarta parte da turnê foi anunciada para 2023 em Setembro de 2022. A primeira data está prevista para 22 de maio de 2023 em Vilnius, na Lituânia.
A quinta parte da turnê será na Europa, em 2024, e foi anunciada em 10 de outubro de 2023. As datas foram divulgadas em 11 de outubro.
A Rammstein Stadium Tour ficou em 65º lugar no ranking das turnês musicais de maior sucesso de 2019.

## Antecedentes e Divulgação
Em 2 de novembro de 2018, o Rammstein anunciou que faria uma nova turnê, desta vez em estádios. Junto com isso, nos dias seguintes, alguns teasers foram carregados nas redes sociais da banda contendo trechos de estúdio da música ainda inédita "Ramm4", que a banda tocou em suas turnês em 2016 e 2017.
A pré-venda dos ingressos esteve disponível a partir de 5 de novembro de 2018 e ao público a partir de 7 de novembro de 2018. A maioria dos locais se esgotaram em poucos dias. E nos dias seguintes a banda adicionou mais alguns shows aos lotados, principalmente para o dia seguinte. Em 10 de abril de 2019, um número limitado de ingressos estava disponível em alguns locais, devido ao lançamento do single, de "Deutschland".
Em 24 de junho de 2019, a banda adicionou um teaser incluindo os nomes das cidades em suas redes sociais que revelou que eles continuariam a turnê em 2020. Em 26 de junho, a banda adicionou outro teaser, desta vez revelando datas e locais na Europa, além de mencionar uma turnê pelos Estados Unidos que foi anunciada posteriormente. A venda de ingressos começou em 5 de julho. A banda divulgou uma imagem teaser da sua apresentação no Reino Unido em 2020 em 26 de julho de 2019, usando uma foto do que parecia ser uma camisa da Seleção Galesa de Rugby com o logotipo do Rammstein, pendurada sobre alguns assentos do estádio. Os fãs especularam que este era o Principality Stadium em Cardiff. Foi então confirmado pela banda quando eles fizeram o anúncio oficial de que tocariam no estádio de Cardiff em 14 de junho de 2020. Este foi o primeiro show no País de Gales desde julho de 2005. Logo após foi anunciado que os shows planejados para 2020 não ocorreriam devido ao surto de coronavírus de 2019 e 2020, mas foram adiados preliminarmente para 2021, e depois adiado novamente para 2022. Em 12 de maio de 2021, a banda anunciou quatro shows adicionais, além de adiar as datas americanas para 2022 em 24 de maio de 2021.

## Desenvolvimento da turnê
O setlist da turnê teve apresentações notáveis, com "Heirate mich" e "Rammstein" sendo tocadas pela primeira vez em 18 e 14 anos, respectivamente. Além disso, canções regularmente apresentadas como "Keine Lust" e "Feuer frei!" ficaram de fora da lista pela primeira vez. O setlist de 2022 apresentou as novas músicas de de Zeit no lugar de "Was ich liebe", "Tattoo", "Sex", "Diamant" e "Ohne dich" respectivamente, além de terminar com "Adieu" no lugar de "Ich will".
O setlist da turnê teve apresentações notáveis, com "Heirate mich" e "Rammstein" sendo tocadas pela primeira vez em 18 e 14 anos, respectivamente. Além disso, canções regularmente apresentadas como "Keine Lust" e "Feuer frei!" ficaram de fora da lista pela primeira vez. O setlist de 2022 apresentou as novas músicas de de Zeit no lugar de "Was ich liebe", "Tattoo", "Sex", "Diamant" e "Ohne dich" respectivamente, além de terminar com "Adieu" no lugar de "Ich will".
Em 2023, a turnê teve outras alterações na setlist, tendo "Armee der Tristen" e "Zick Zack" dando lugar para "Rammlied" na abertura, e "Bestrafe mich" como terceira música. "Rammlied" não era tocada ao vivo há 12 anos, a última apresentação foi em 31 de Maio de 2011, em Monterrey, no México, no último show da "Liebe ist für alle da Tour". E "Bestrafe mich", não era tocada há 22 anos, retornando desde o dia 10 de Fevereiro de 2001, onde foi apresentada pela última vez em Tóquio, no Japão, no último show da "Sehnsucht Tour". Outras músicas que apareceram na setlist foram as estréias de "Giftig" e "Angst", substituindo "Zeig dich" e "Heirate mich" respectivamente, e a adição de "Ohne dich"" junto com o Duo Abélard antes de "Engel". Em 7 de junho, houve uma alteração no setlist, "Ohne dich" entrou no lugar de "Pussy", sendo tocada na sua versão normal, no palco principal, sem o apoio do Duo Abélard. Tal alteração foi feita após às acusações de abuso sexual feitas contra Till Lindemann.

## Palco

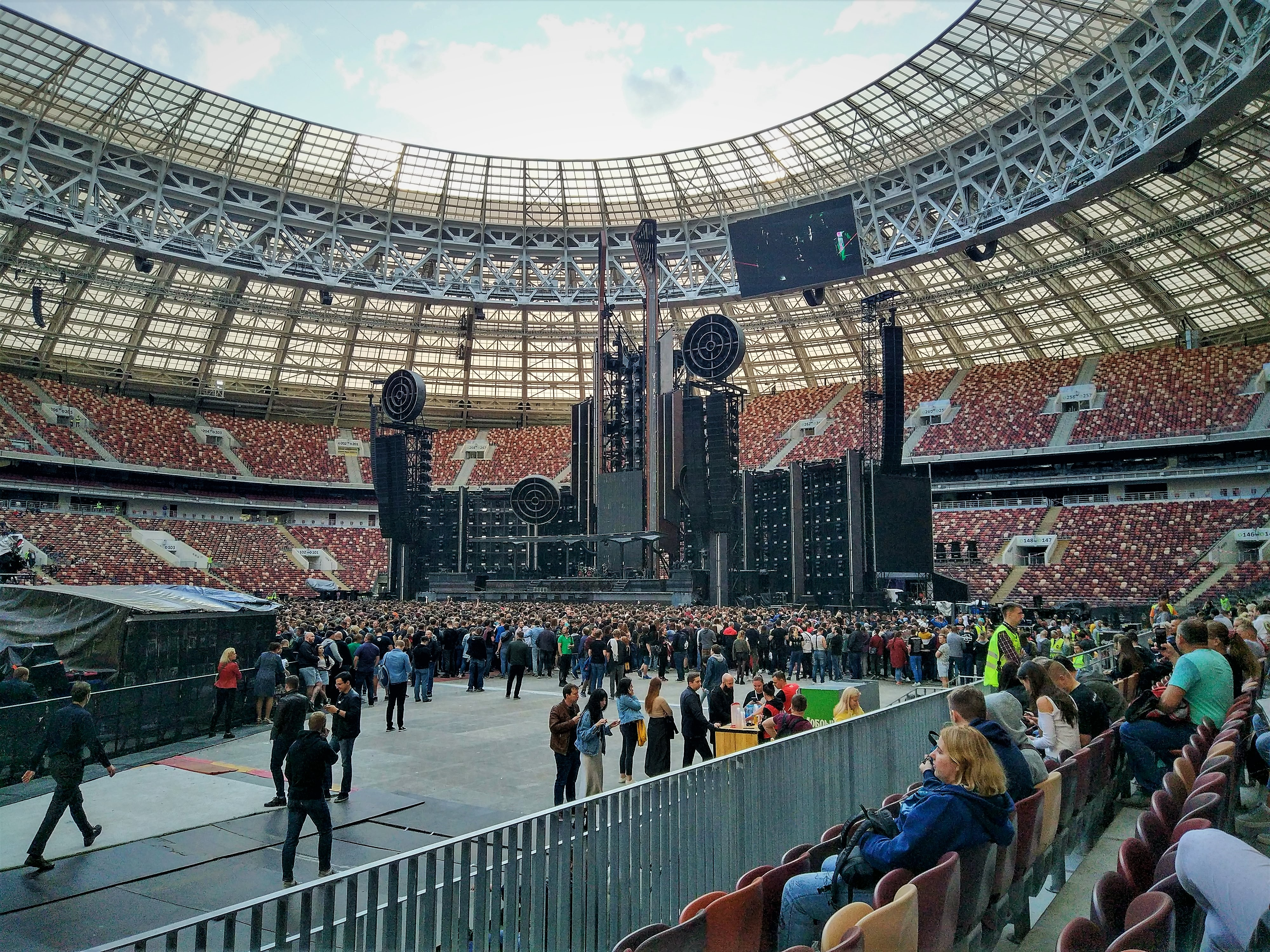
Visão do palco principal no Estádio Lujniki em Moscou, em 2019.

A banda costuma se apresentar em um palco de dois andares, onde na parte de baixo ficam o vocalista entre os dois guitarristas, e na parte de cima ficam o baixista, o baterista e o tecladista (da esquerda para a direita, respectivamente). Atrás da banda existe uma torre, equipada com luzes, um telão, uma plataforma que a banda entra no encerramento que se eleva para de trás deste telão, e no topo também existe lança-chamas ou explosivos, que dependendo da música são utilizados. Nas laterais do palco também existem plataformas elevadas após algumas passarelas, também equipadas com luzes ou lança-chamas. No meio da platéia, existe outro palco que a banda acessa se locomovendo em um corredor entre as pistas, passando pelo meio do público. Este palco é acessado apenas para a apresentação da versão de piano de "Engel", e dependendo da data, o Duo Jatekok ou Duo Abélard se apresenta juntamente com a banda tocando os pianos. Após a apresentação de "Engel', a banda volta para o palco principal em botes, que a platéia conduz até à frente do palco, onde em seguida começa a introdução de "Ausländer". No meio da plateia também existem duas torres equipadas com lança-chamas e fumaça preta.

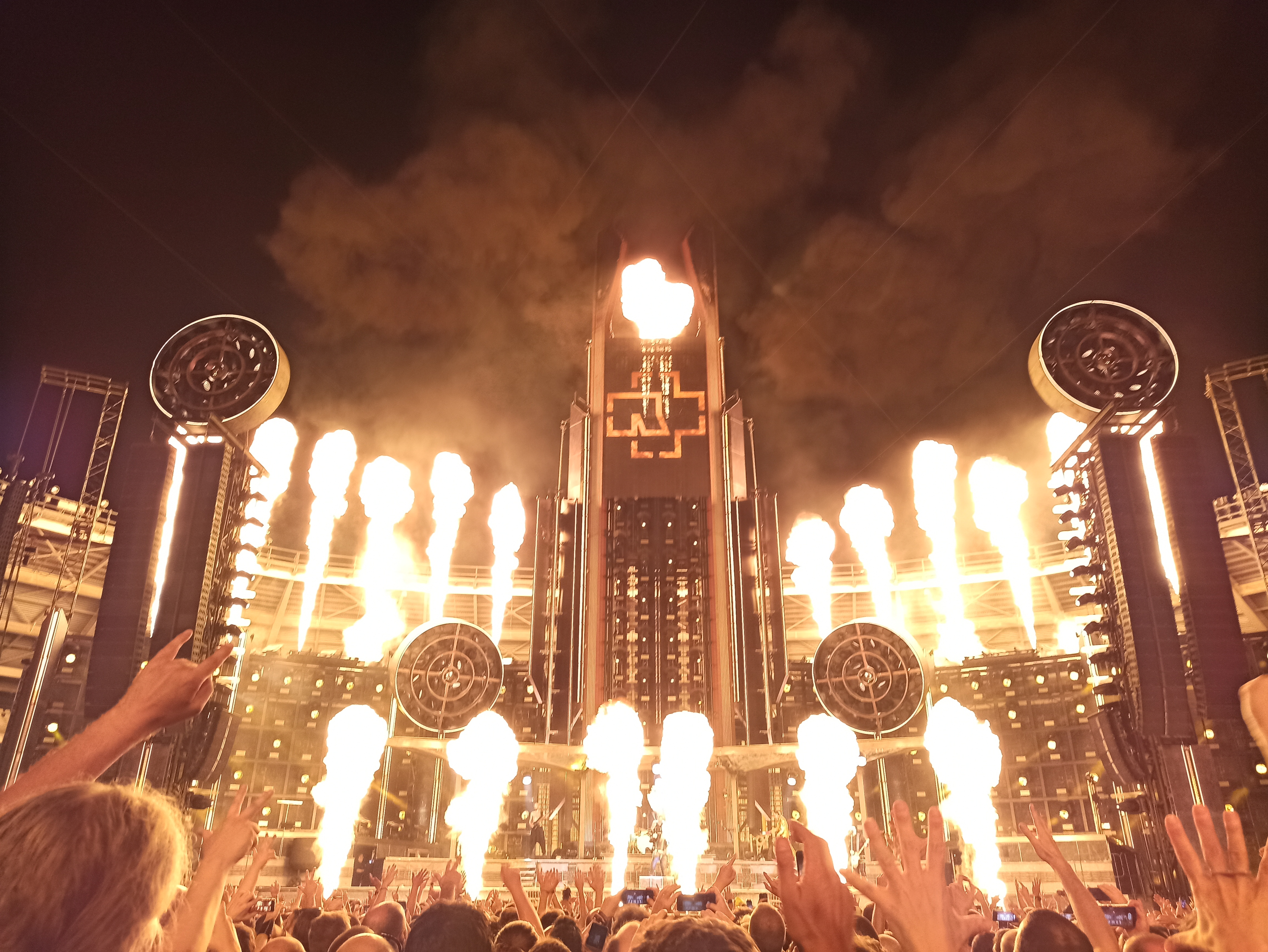
Visão frontal do Palco principal em Turim em 2022.

Antes da apresentação de "Deutschland", a versão remixada por Richard Z. Kruspe é apresentada, onde RZK sobe na plataforma elevadiça vestido com um sobretudo com penugem branca. O restante da banda, com exceção de Till Lindemann, se veste com casacos pretos com luzes de led contornando a cabeça e sobre os braços, tronco e pernas, dando a impressão de que são bonecos de palito enquanto dançam a versão remixada da música. Após isso, Deutschland em sua versão normal é tocada.
No início de 2020, era possível ver o palco da banda pelo Google Maps na região de Berlim, no estacionamento da Black Box Music, empresa que cuida da logística, estrutura e iluminação da banda. O palco foi montado naquele local para testes.
A banda contou com uma equipe de 265 pessoas, além de 90 caminhões que efetuaram o transporte de mais de 1.350 toneladas de equipamentos para montar o espetáculo apenas na Europa. O técnico de pirotecnia da banda, Nikolai Sabottka, disse em entrevista que é utilizado cerca de 1.000 litros de combustível para os efeitos pirotécnicos dos shows. A banda divulgou um vídeo em time-lapse mostrando a montagem do palco.
Em 2022, um dos shows na Alemanha foi registrado em um sismógrafo. Moradores da região de Coventry puderam ouvir o show à de 16 quilômetros de distância do local. Em Montreal, alguns moradores reclamaram do som alto que vinha do Parc Jean-Drapeau

## Setlist de 2019
- Abertura: "Music for The Royal Fireworks" por Georg Friedrich Händel

| N.º | Título                                                                      | Duração |  |
| 1.  | "Was ich Liebe"                                                             |         |  |
| 2.  | "Links 2-3-4"                                                               |         |  |
| 3.  | "Sex" (Tocada apenas nos três primeiros shows em Gelsenkirchen e Barcelona) |         |  |
| 4.  | "Tattoo"                                                                    |         |  |
| 5.  | "Sehnsucht"                                                                 |         |  |
| 6.  | "Zeig dich"                                                                 |         |  |
| 7.  | "Mein Herz brennt"                                                          |         |  |
| 8.  | "Puppe"                                                                     |         |  |
| 9.  | "Heirate mich"                                                              |         |  |
| 10. | "Diamant"                                                                   |         |  |
| 11. | "Deutschland" (Remix por Richard Z. Kruspe)                                 |         |  |
| 12. | "Deutschland"                                                               |         |  |
| 13. | "Radio"                                                                     |         |  |
| 14. | "Mein Teil"                                                                 |         |  |
| 15. | "Du hast"                                                                   |         |  |
| 16. | "Sonne"                                                                     |         |  |
| 17. | "Ohne dich"                                                                 |         |  |

1° Bis
| N.º | Título                                                    | Duração |  |
| 18. | "Engel" (Versão Piano - Part. Duo Jatekok ou Duo Abélard) |         |  |
| 19. | "Ausländer"                                               |         |  |
| 20. | "Du riechst so gut"                                       |         |  |
| 21. | "Pussy"                                                   |         |  |

2° Bis
| N.º | Título      | Duração |  |
| 22. | "Rammstein" |         |  |
| 23. | "Ich will"  |         |  |

- Encerramento: "Sonne (Versão Piano)" por Clemens Pötzsch e "Haifisch (Haiswing Remix)" por Olsen Involtini

## Setlist de 2022
- Abertura: "Music for The Royal Fireworks" por Georg Friedrich Händel

| N.º | Título                                      | Duração |  |
| 1.  | "Armee der Tristen"                         |         |  |
| 2.  | "Zick Zack"                                 |         |  |
| 3.  | "Links 2-3-4"                               |         |  |
| 4.  | "Sehnsucht"                                 |         |  |
| 5.  | "Zeig dich"                                 |         |  |
| 6.  | "Mein Herz brennt"                          |         |  |
| 7.  | "Puppe"                                     |         |  |
| 8.  | "Heirate mich"                              |         |  |
| 9.  | "Zeit"                                      |         |  |
| 10. | "Deutschland" (Remix por Richard Z. Kruspe) |         |  |
| 11. | "Deutschland"                               |         |  |
| 12. | "Radio"                                     |         |  |
| 13. | "Mein Teil"                                 |         |  |
| 14. | "Du hast"                                   |         |  |
| 15. | "Sonne"                                     |         |  |

1° Bis
| N.º | Título                                                    | Duração |  |
| 16. | "Engel" (Versão Piano - Part. Duo Jatekok ou Duo Abélard) |         |  |
| 17. | "Ausländer"                                               |         |  |
| 18. | "Du riechst so gut"                                       |         |  |
| 19. | "Pussy"                                                   |         |  |

2° Bis
| N.º | Título      | Duração |  |
| 20. | "Rammstein" |         |  |
| 21. | "Ich will"  |         |  |
| 22. | "Adieu"     |         |  |

3° Bis
| N.º | Título                                         | Duração |  |
| 23. | "Te quiero puta!" (Apenas na Cidade do México) |         |  |

- Encerramento: "Sonne (Versão Piano)" por Clemens Pötzsch, "Haifisch (Haiswing Remix)" por Olsen Involtini e "Ohne dich (Versão Piano)" por Duo Jatekok

## Setlist de 2023
| N.º | Título                                      | Duração |  |
| 1.  | "Rammlied"                                  |         |  |
| 2.  | "Links 2-3-4"                               |         |  |
| 3.  | "Bestrafe mich"                             |         |  |
| 4.  | "Giftig"                                    |         |  |
| 5.  | "Sehnsucht"                                 |         |  |
| 6.  | "Mein Herz brennt"                          |         |  |
| 7.  | "Puppe"                                     |         |  |
| 8.  | "Angst"                                     |         |  |
| 9.  | "Zeit"                                      |         |  |
| 10. | "Deutschland" (Remix por Richard Z. Kruspe) |         |  |
| 11. | "Deutschland"                               |         |  |
| 12. | "Radio"                                     |         |  |
| 13. | "Mein Teil"                                 |         |  |
| 14. | "Du hast"                                   |         |  |
| 15. | "Sonne"                                     |         |  |

1° Bis
| N.º | Título                                                                        | Duração |  |
| 16. | "Engel" (Versão Piano - Part. Duo Abélard)                                    |         |  |
| 17. | "Ausländer"                                                                   |         |  |
| 18. | "Du riechst so gut"                                                           |         |  |
| 19. | "Ohne dich" (Até 3 de junho, "Pussy" era apresentada após Du riechst so gut.) |         |  |

2° Bis
| N.º | Título      | Duração |  |
| 20. | "Rammstein" |         |  |
| 21. | "Ich will"  |         |  |
| 22. | "Adieu"     |         |  |

- Encerramento: "Sonne (Versão Piano)" por Clemens Pötzsch, "Haifisch (Haiswing Remix)" por Olsen Involtini

## Setlist de 2024
| N.º | Título                                      | Duração |  |
| 1.  | "Ramm4"                                     |         |  |
| 2.  | "Links 2-3-4"                               |         |  |
| 3.  | "Keine Lust"                                |         |  |
| 4.  | "Sehnsucht"                                 |         |  |
| 5.  | "Asche zu Asche"                            |         |  |
| 6.  | "Mein Herz brennt"                          |         |  |
| 7.  | "Puppe"                                     |         |  |
| 8.  | "Wiener Blut"                               |         |  |
| 9.  | "Zeit"                                      |         |  |
| 10. | "Deutschland" (Remix por Richard Z. Kruspe) |         |  |
| 11. | "Deutschland"                               |         |  |
| 12. | "Radio"                                     |         |  |
| 13. | "Mein Teil"                                 |         |  |
| 14. | "Du hast"                                   |         |  |
| 15. | "Sonne"                                     |         |  |

1° Bis
| N.º | Título                                     | Duração |  |
| 16. | "Engel" (Versão Piano - Part. Duo Abélard) |         |  |
| 17. | "Ausländer"                                |         |  |
| 18. | "Du riechst so gut"                        |         |  |
| 19. | "Ohne dich"                                |         |  |

2° Bis
| N.º | Título      | Duração |  |
| 20. | "Rammstein" |         |  |
| 21. | "Ich will"  |         |  |
| 22. | "Adieu"     |         |  |

- Encerramento: "Sonne (Versão Piano)" por Clemens Pötzsch, "Haifisch (Haiswing Remix)" por Olsen Involtini, "Lügen" (Versão alternativa - instrumental)

## Datas dos Shows
| Data                       | Cidade           | País             | Local                                 | Ingressos vendidos/Ingressos disponíveis | Receita          |
| Parte 1 – Europa           | Parte 1 – Europa | Parte 1 – Europa | Parte 1 – Europa                      | Parte 1 – Europa                         | Parte 1 – Europa |
| -------------------------- | ---------------- | ---------------- | ------------------------------------- | ---------------------------------------- | ---------------- |
| 23 de Maio de 2019         | Gelsenkirchen    | Alemanha         | Veltins-Arena                         | —                                        | —                |
| 24 de Maio de 2019         | Gelsenkirchen    | Alemanha         | Veltins-Arena                         | —                                        | —                |
| 26 de Maio de 2019         | Gelsenkirchen    | Alemanha         | Veltins-Arena                         | —                                        | —                |
| 27 de Maio de 2019         | Gelsenkirchen    | Alemanha         | Veltins-Arena                         | 104.816 / 104.816                        | $11.606.919      |
| 28 de Maio de 2019         | Gelsenkirchen    | Alemanha         | Veltins-Arena                         | 104.816 / 104.816                        | $11.606.919      |
| 1 de Junho de 2019         | Barcelona        | Espanha          | RCDE Stadium                          | 33.825 / 33.825                          | $3.211.067       |
| 5 de Junho de 2019         | Bern             | Suíça            | Stade de Suisse                       | 41.324 / 41.324                          | $3.761.075       |
| 8 de Junho de 2019         | Munique          | Alemanha         | Olympiastadion                        | 121.250 / 121.250                        | $13.607.156      |
| 9 de Junho de 2019         | Munique          | Alemanha         | Olympiastadion                        | 121.250 / 121.250                        | $13.607.156      |
| 12 de Junho de 2019        | Dresden          | Alemanha         | Rudolf-Harbig-Stadion                 | 49.133 / 49.133                          | $5.491.968       |
| 13 de Junho de 2019        | Dresden          | Alemanha         | Rudolf-Harbig-Stadion                 | 49.133 / 49.133                          | $5.491.968       |
| 16 de Junho de 2019        | Rostock          | Alemanha         | Ostseestadion                         | 30.660 / 30.660                          | $3.405.101       |
| 19 de Junho de 2019        | Copenhagen       | Dinamarca        | Telia Parken                          | 44.396 / 44.396                          | $4.774.338       |
| 22 de Junho de 2019        | Berlim           | Alemanha         | Olympiastadion                        | 72.367 / 72.367                          | $7.823.126       |
| 25 de Junho de 2019        | Rotterdam        | Países Baixos    | De Kuip                               | 44.782 / 44.782                          | $3.548.054       |
| 28 de Junho de 2019        | Nanterre         | França           | Paris La Défense Arena                | 73.223 / 73.223                          | $6.660.269       |
| 29 de Junho de 2019        | Nanterre         | França           | Paris La Défense Arena                | 73.223 / 73.223                          | $6.660.269       |
| 2 de Julho de 2019         | Hanôver          | Alemanha         | HDI-Arena                             | 44.224 / 44.224                          | $4.944.729       |
| 6 de Julho de 2019         | Milton Keynes    | Inglaterra       | Stadium MK                            | 31.721 / 31.721                          | $3.499.117       |
| 10 de Julho de 2019        | Bruxelas         | Bélgica          | Stade Roi Baudouin                    | 43.204 / 43.204                          | $3.934.182       |
| 13 de Julho de 2019        | Frankfurt        | Alemanha         | Commerzbank-Arena                     | 40.976 / 40.976                          | $4.613.467       |
| 16 de Julho de 2019        | Praga            | Chéquia          | Eden Aréna                            | 62.446 / 64.946                          | $5.334.997       |
| 17 de Julho de 2019        | Praga            | Chéquia          | Eden Aréna                            | 62.446 / 64.946                          | $5.334.997       |
| 20 de Julho de 2019        | Roeser           | Luxemburgo       | Roeser Festival Grounds               | 18.000 / 18.000                          | $1.615.455       |
| 24 de Julho de 2019        | Chorzów          | Polónia          | Stadion Śląski                        | 53.309 / 53.309                          | $5.083.822       |
| 29 de Julho de 2019        | Moscou           | Rússia           | Luzhniki Stadium                      | 60.626 / 60.626                          | $6.691.854       |
| 2 de Agosto de 2019        | São Petersburgo  | Rússia           | Gazprom Arena                         | 55.411 / 55.411                          | $6.150.852       |
| 6 de Agosto de 2019        | Riga             | Letónia          | Lucavsala                             | 40.000 / 40.000                          | $3.584.751       |
| 9 de Agosto de 2019        | Tampere          | Finlândia        | Ratina Stadion                        | 61.801 / 61.801                          | $6.376.021       |
| 10 de Agosto de 2019       | Tampere          | Finlândia        | Ratina Stadion                        | 61.801 / 61.801                          | $6.376.021       |
| 14 de Agosto de 2019       | Estocolmo        | Suécia           | Stockholm Stadion                     | 31.432 / 31.432                          | $2.658.411       |
| 18 de Agosto de 2019       | Oslo             | Noruega          | Ullevaal Stadion                      | 30.250 / 30.250                          | $2.728.104       |
| 22 de Agosto de 2019       | Viena            | Áustria          | Ernst-Happel-Stadion                  | 104.000 / 104.000                        | $10.154.465      |
| 23 de Agosto de 2019       | Viena            | Áustria          | Ernst-Happel-Stadion                  | 104.000 / 104.000                        | $10.154.465      |
| Parte 2 – Europa           |                  |                  |                                       |                                          |                  |
| 6 de Maio de 2022          | Praga            | Chéquia          | Aeroporto de Letnany                  | —                                        | —                |
| 7 de Maio de 2022          | Praga            | Chéquia          | Aeroporto de Letnany                  | —                                        | —                |
| 8 de Maio de 2022          | Praga            | Chéquia          | Aeroporto de Letnany                  | —                                        | —                |
| 11 de Maio de 2022         | Praga            | Chéquia          | Aeroporto de Letnany                  | —                                        | —                |
| 13 de Maio de 2022         | Praga            | Chéquia          | Aeroporto de Letnany                  | —                                        | —                |
| 15 de Maio de 2022         | Praga            | Chéquia          | Aeroporto de Letnany                  | 99,512 / 99,512                          | $8.174.425       |
| 16 de Maio de 2022         | Praga            | Chéquia          | Aeroporto de Letnany                  | 99,512 / 99,512                          | $8.174.425       |
| 20 de Maio de 2022         | Leipzig          | Alemanha         | Red Bull Arena                        | 94,466 / 94,466                          | $10.559.181      |
| 21 de Maio de 2022         | Leipzig          | Alemanha         | Red Bull Arena                        | 94,466 / 94,466                          | $10.559.181      |
| 25 de Maio de 2022         | Klagenfurt       | Áustria          | Wörthersee Stadion                    | 67.535 / 67.535                          | $6.594.056       |
| 26 de Maio de 2022         | Klagenfurt       | Áustria          | Wörthersee Stadion                    | 67.535 / 67.535                          | $6.594.056       |
| 30 de Maio 2022            | Zurique          | Suíça            | Stadion Letzigrund                    | 95.142 / 95.142                          | $8.659.283       |
| 31 de Maio de 2022         | Zurique          | Suíça            | Stadion Letzigrund                    | 95.142 / 95.142                          | $8.659.283       |
| 4 de Junho de 2022         | Berlim           | Alemanha         | Olympiastadion                        | 136.904 / 136.904                        | $15.302.798      |
| 5 de Junho de 2022         | Berlim           | Alemanha         | Olympiastadion                        | 136.904 / 136.904                        | $15.302.798      |
| 10 de Junho de 2022        | Estugarda        | Alemanha         | Cannstatter Wasen                     | 93.044 / 93.044                          | $10.400.233      |
| 11 de Junho de 2022        | Estugarda        | Alemanha         | Cannstatter Wasen                     | 93.044 / 93.044                          | $10.400.233      |
| 14 de Junho 2022           | Hamburgo         | Alemanha         | Volksparkstadion                      | 87.720 / 87.720                          | $9.805.129       |
| 15 de Junho de 2022        | Hamburgo         | Alemanha         | Volksparkstadion                      | 87.720 / 87.720                          | $9.805.129       |
| 18 de Junho de 2022        | Düsseldorf       | Alemanha         | Merkur Spiel-Arena                    | 89.368 / 89.368                          | $9.989.339       |
| 19 de Junho de 2022        | Düsseldorf       | Alemanha         | Merkur Spiel-Arena                    | 89.368 / 89.368                          | $9.989.339       |
| 22 de Junho de 2022        | Aarhus           | Dinamarca        | Ceres Park                            | 42.500 / 42.500                          | $4.750.547       |
| 26 de Junho de 2022        | Coventry         | Inglaterra       | Ricoh Arena                           | 40.498 / 40.498                          | $4.467.301       |
| 30 de Junho de 2022        | Cardiff          | País de Gales    | Principality Stadium                  | 61.426 / 61.426                          | $6.775.851       |
| 4 de Julho de 2022         | Nijmegen         | Países Baixos    | Goffertpark                           | 130.000 / 130.000                        | $11.060.290      |
| 5 de Julho de 2022         | Nijmegen         | Países Baixos    | Goffertpark                           | 130.000 / 130.000                        | $11.060.290      |
| 8 de Julho de 2022         | Lyon             | França           | Parc Olympique Lyonnais               | 103.870 / 103.870                        | $11.457.813      |
| 9 de Julho de 2022         | Lyon             | França           | Parc Olympique Lyonnais               | 103.870 / 103.870                        | $11.457.813      |
| 12 de Julho de 2022        | Turim            | Itália           | Stadio Olimpico Grande Torino         | 38.430 / 38.430                          | $4.239.181       |
| 16 de Julho de 2022        | Varsóvia         | Polónia          | PGE Narodowy                          | 53.877 / 53.877                          | $6.022.241       |
| 20 de Julho de 2022        | Tallinn          | Estónia          | Tallinn Song Festival Grounds         | 80.000 / 80.000                          | $8.824.734       |
| 24 de Julho de 2022        | Oslo             | Noruega          | Bjerke Travbane                       | 60.000 / 60.000                          | $5.858.345       |
| 28 de Julho de 2022        | Gotemburgo       | Suécia           | Ullevi Stadium                        | 163.567 / 180.000                        | $18.283.124      |
| 29 de Julho de 2022        | Gotemburgo       | Suécia           | Ullevi Stadium                        | 163.567 / 180.000                        | $18.283.124      |
| 30 de Julho de 2022        | Gotemburgo       | Suécia           | Ullevi Stadium                        | 163.567 / 180.000                        | $18.283.124      |
| 3 de Agosto de 2022        | Oostende         | Bélgica          | Park De Nieuwe Koers                  | 96.000 / 96.000                          | $10.589.680      |
| 4 de Agosto de 2022        | Oostende         | Bélgica          | Park De Nieuwe Koers                  | 96.000 / 96.000                          | $10.589.680      |
| Parte 3 – América do Norte |                  |                  |                                       |                                          |                  |
| 21 de Agosto de 2022       | Montreal         | Canadá           | Parc Jean-Drapeau                     | 44.045 / 50.000                          | $8.435.058       |
| 27 de Agosto de 2022       | Minneapolis      | Estados Unidos   | U.S. Bank Stadium                     | 36.078 / 36.385                          | $6.909.298       |
| 31 de Agosto de 2022       | Filadélfia       | Estados Unidos   | Lincoln Financial Field               | 51.115 / 51.115                          | $9.789.034       |
| 3 de Setembro de 2022      | Chicago          | Estados Unidos   | Soldier Field                         | 47.263 / 48.000                          | $9.051.337       |
| 6 de Setembro 2022         | East Rutherford  | Estados Unidos   | MetLife Stadium                       | 49.287 / 49.287                          | $9.438.953       |
| 9 de Setembro de 2022      | Foxborough       | Estados Unidos   | Gillette Stadium                      | 36.230 / 36.230                          | $6.938.408       |
| 17 de Setembro de 2022     | San Antonio      | Estados Unidos   | Alamodome                             | 38.490 / 41.387                          | $7.371.221       |
| 23 de Setembro de 2022     | Los Angeles      | Estados Unidos   | Los Angeles Memorial Coliseum         | 69.026 / 70.000                          | $13.219.171      |
| 24 de Setembro de 2022     | Los Angeles      | Estados Unidos   | Los Angeles Memorial Coliseum         | 69.026 / 70.000                          | $13.219.171      |
| 1 de Outubro de 2022       | Cidade do México | México           | Foro Sol                              | 193.990 / 193.990                        | $12.465.446      |
| 2 de Outubro de 2022       | Cidade do México | México           | Foro Sol                              | 193.990 / 193.990                        | $12.465.446      |
| 4 de Outubro de 2022       | Cidade do México | México           | Foro Sol                              | 193.990 / 193.990                        | $12.465.446      |
| Parte 4 – Europa           |                  |                  |                                       |                                          |                  |
| 16 de Maio de 2023         | Vilnius          | Lituânia         | Vingis Park                           | —                                        | —                |
| 17 de Maio de 2023         | Vilnius          | Lituânia         | Vingis Park                           | —                                        | —                |
| 18 de Maio de 2023         | Vilnius          | Lituânia         | Vingis Park                           | —                                        | —                |
| 19 de Maio de 2023         | Vilnius          | Lituânia         | Vingis Park                           | —                                        | —                |
| 20 de Maio de 2023         | Vilnius          | Lituânia         | Vingis Park                           | —                                        | —                |
| 22 de Maio de 2023         | Vilnius          | Lituânia         | Vingis Park                           | 33.290 / 33.290                          | $3.690.821       |
| 27 de Maio de 2023         | Helsinque        | Finlândia        | Olympiastadion                        | 79.349 / 79.349                          | $10.417.212      |
| 28 de Maio de 2023         | Helsinque        | Finlândia        | Olympiastadion                        | 79.349 / 79.349                          | $10.417.212      |
| 2 de Junho de 2023         | Odense           | Dinamarca        | Dyrskueplads                          | 86.277 / 86.277                          | $11.115.491      |
| 3 de Junho de 2023         | Odense           | Dinamarca        | Dyrskueplads                          | 86.277 / 86.277                          | $11.115.491      |
| 7 de Junho de 2023         | Munique          | Alemanha         | Olympiastadion                        | 266.551 / 266.551                        | $32.048.857      |
| 8 de Junho de 2023         | Munique          | Alemanha         | Olympiastadion                        | 266.551 / 266.551                        | $32.048.857      |
| 10 de Junho de 2023        | Munique          | Alemanha         | Olympiastadion                        | 266.551 / 266.551                        | $32.048.857      |
| 11 de Junho de 2023        | Munique          | Alemanha         | Olympiastadion                        | 266.551 / 266.551                        | $32.048.857      |
| 14 de Junho de 2023        | Trenčín          | Eslovênia        | Aeroporto de Trenčín                  | 58.922 / 58.922                          | $5.630.835       |
| 17 de Junho de 2023        | Bern             | Suíça            | Stade de Suisse                       | 74.443 / 74.443                          | $13.439.726      |
| 18 de Junho de 2023        | Bern             | Suíça            | Stade de Suisse                       | 74.443 / 74.443                          | $13.439.726      |
| 23 de Junho de 2023        | Madri            | Espanha          | Estádio Metropolitano de Madrid       | 49.210 / 49.210                          | $5.172.111       |
| 26 de Junho de 2023        | Lisboa           | Portugal         | Estádio da Luz                        | 56.300 / 56.300                          | $5.901.383       |
| 1 de Julho de 2023         | Pádua            | Itália           | Stadio Euganeo                        | 40.201 / 40.201                          | $4.958.963       |
| 6 de Julho de 2023         | Groningen        | Países Baixos    | Stadspark                             | 141.615 / 108.095                        | $11.755.869      |
| 7 de Julho de 2023         | Groningen        | Países Baixos    | Stadspark                             | 141.615 / 108.095                        | $11.755.869      |
| 11 de Julho de 2023        | Budapeste        | Hungria          | Puskás Aréna                          | 96.971 / 98.159                          | $9.127.355       |
| 12 de Julho de 2023        | Budapeste        | Hungria          | Puskás Aréna                          | 96.971 / 98.159                          | $9.127.355       |
| 15 de Julho de 2023        | Berlim           | Alemanha         | Olympiastadion                        | 215.973 / 215.973                        | $26.188.705      |
| 16 de Julho de 2023        | Berlim           | Alemanha         | Olympiastadion                        | 215.973 / 215.973                        | $26.188.705      |
| 18 de Julho de 2023        | Berlim           | Alemanha         | Olympiastadion                        | 215.973 / 215.973                        | $26.188.705      |
| 22 de Julho de 2023        | Saint Denis      | França           | Stade de France                       | 68.122 / 68.122                          | $7.235.690       |
| 26 de Julho de 2023        | Viena            | Áustria          | Ernst-Happel-Stadion                  | 109.264 / 109.264                        | $15.040.020      |
| 27 de Julho de 2023        | Viena            | Áustria          | Ernst-Happel-Stadion                  | 109.264 / 109.264                        | $15.040.020      |
| 30 de Julho de 2023        | Chorzów          | Polónia          | Stadion Śląski                        | 117.982 / 119.840                        | $ 12.890.440     |
| 31 de Julho de 2023        | Chorzów          | Polónia          | Stadion Śląski                        | 117.982 / 119.840                        | $ 12.890.440     |
| 3 de Agosto de 2023        | Bruxelas         | Bélgica          | Stade Roi Baudouin                    | 138.230 / 138.230                        | $14.699.369      |
| 4 de Agosto de 2023        | Bruxelas         | Bélgica          | Stade Roi Baudouin                    | 138.230 / 138.230                        | $14.699.369      |
| 5 de Agosto de 2023        | Bruxelas         | Bélgica          | Stade Roi Baudouin                    | 138.230 / 138.230                        | $14.699.369      |
| Parte 5 – Europa           |                  |                  |                                       |                                          |                  |
| 9 de maio de 2024          | Praga            | Chéquia          | Aeroporto de Letnany                  | 4.000                                    | —                |
| 11 de maio de 2024         | Praga            | Chéquia          | Aeroporto de Letnany                  | 120.000 / 120.000                        | —                |
| 12 de maio de 2024         | Praga            | Chéquia          | Aeroporto de Letnany                  | 120.000 / 120.000                        | —                |
| 15 de maio de 2024         | Dresden          | Alemanha         | Rinne (Open Air Gelände an der Messe) | 240.000 / 240.000                        | —                |
| 16 de maio de 2024         | Dresden          | Alemanha         | Rinne (Open Air Gelände an der Messe) | 240.000 / 240.000                        | —                |
| 18 de maio de 2024         | Dresden          | Alemanha         | Rinne (Open Air Gelände an der Messe) | 240.000 / 240.000                        | —                |
| 19 de maio de 2024         | Dresden          | Alemanha         | Rinne (Open Air Gelände an der Messe) | 240.000 / 240.000                        | —                |
| 24 de maio de 2024         | Belgrado         | Sérvia           | UŠĆE PARK                             | 80.000 / 80.000                          | —                |
| 25 de maio de 2024         | Belgrado         | Sérvia           | UŠĆE PARK                             | 80.000 / 80.000                          | —                |
| 30 de maio de 2024         | Atenas           | Grécia           | Estádio Olímpico de Atenas            | 30.000 / 30.000                          | —                |
| 5 de junho de 2024         | San Sebastián    | Espanha          | Estádio Anoeta                        | 37.000 / 37.000                          | —                |
| 8 de junho de 2024         | Marselha         | França           | Orange Vélodrome                      | 53.000 / 53.000                          | —                |
| 11 de junho de 2024        | Barcelona        | Espanha          | Estádio Olímpico                      | 52.000 / 52.000                          | —                |
| 15 de junho de 2024        | Lyon             | França           | Groupama Stadium                      | 50.000 / 50.000                          | —                |
| 18 de junho de 2024        | Nimega           | Países Baixos    | Goffertpark                           | 120.000 / 120.000                        | —                |
| 19 de junho de 2024        | Nimega           | Países Baixos    | Goffertpark                           | 120.000 / 120.000                        | —                |
| 23 de junho de 2024        | Dublin           | Irlanda          | RDS Arena                             | 38.000 / 38.000                          | —                |
| 27 de junho de 2024        | Oostende         | Bélgica          | Park De Nieuwe Koers                  | 90.000 / 90.000                          | —                |
| 28 de junho de 2024        | Oostende         | Bélgica          | Park De Nieuwe Koers                  | 90.000 / 90.000                          | —                |
| 5 de julho de 2024         | Copenhagen       | Dinamarca        | Valbyparken                           | 50.000 / 50.000                          | —                |
| 11 de julho de 2024        | Frankfurt        | Alemanha         | Deutsche Bank Park                    | 120.000 / 120.000                        | —                |
| 12 de julho de 2024        | Frankfurt        | Alemanha         | Deutsche Bank Park                    | 120.000 / 120.000                        | —                |
| 17 de julho de 2024        | Klagenfurt       | Áustria          | Wörthersee Stadion                    | 70.000 / 70.000                          | —                |
| 18 de julho de 2024        | Klagenfurt       | Áustria          | Wörthersee Stadion                    | 70.000 / 70.000                          | —                |
| 21 de julho de 2024        | Régio da Emília  | Itália           | RCF Arena Campovolo                   | 55.000 / 60.000                          | —                |
| 26 de julho de 2024        | Gelsenkirchen    | Alemanha         | Veltins-Arena                         | 250.000 / 250.000                        | —                |
| 27 de julho de 2024        | Gelsenkirchen    | Alemanha         | Veltins-Arena                         | 250.000 / 250.000                        | —                |
| 29 de julho de 2024        | Gelsenkirchen    | Alemanha         | Veltins-Arena                         | 250.000 / 250.000                        | —                |
| 30 de julho de 2024        | Gelsenkirchen    | Alemanha         | Veltins-Arena                         | 250.000 / 250.000                        | —                |
| 31 de julho de 2024        | Gelsenkirchen    | Alemanha         | Veltins-Arena                         | 250.000 / 250.000                        | —                |
| TOTAL                      | TOTAL            | TOTAL            | TOTAL                                 | 5,025,129 / 5,144,220 (98,26 %)          | $562.945.342     |

## Shows Cancelados
| Data                 | Cidade   | País           | Local                       | Motivo                   |
| -------------------- | -------- | -------------- | --------------------------- | ------------------------ |
| 27 de Agosto de 2020 | Landover | Estados Unidos | FedExField                  | Problemas de agendamento |
| 12 de Junho de 2021  | Belfast  | Irlanda        | Boucher Road Playing Fields | Desconhecido             |